# Karlheinz Klotz
Karlheinz Klotz (ur. 10 marca 1950 w Neureut) – niemiecki lekkoatleta (sprinter) startujący w barwach RFN, medalista olimpijski z 1972.
Na mistrzostwach Europy w 1971 w Helsinkach odpadł w półfinale biegu na 100 metrów, a sztafeta 4 × 100 metrów z jego udziałem nie ukończyła biegu finałowego.
Zdobył brązowy medal w sztafecie 4 × 100 metrów na igrzyskach olimpijskich w 1972 w Monachium. Sztafeta RFN biegła w składzie: Jobst Hirscht, Klotz, Gerhard Wucherer i Klaus Ehl.
Klotz był mistrzem RFN w biegu na 100 metrów w 1971 i w biegu na 200 metrów również w 1971.